# João de Loureiro
João de Loureiro, född 1717 i Lissabon, död den 18 oktober 1791 var en portugisisk jesuitmissionär och botaniker.
Efter att ha beviljats inträde i Jesuitorden arbetade ha som missionär i Panaji i tre år och i Macau i fyra år. 1742 reste han till Cochinkina och blev kvar där i 35 år, här arbetade han som matematiker och naturforskare och fick kunskap om egenskaper och användning av inhemska medicinalväxter. 1777 reste han till Guangzhou och återvände till Lissabon fyra år senare. 
Auktorsnamnet Lour. kan användas för João de Loureiro i samband med ett vetenskapligt namn inom botaniken; se Wikipediaartiklar som länkar till auktorsnamnet.